# Ernst Klink
Ernst Klink (5 de febrero de 1923 – 1993) fue un historiador militar alemán que se especializó en la Alemania nazi y la Segunda Guerra Mundial. Fue un empleado durante mucho tiempo de la Oficina de Investigación de Historia Militar (en alemán: Militärgeschichtliches Forschungsamt, MGFA). Como colaborador del trabajo seminal Alemania y la Segunda Guerra Mundial del MGFA, Klink fue el primero en identificar la planificación independiente del Alto Mando de las Fuerzas Armadas  (Oberkommando der Wehrmacht OKW) para la Operación Barbarroja.
Durante la carrera de Klink como historiador, fue miembro y trabajó con el negacionista grupo de presión de veteranos de las Waffen-SS HIAG. En evaluaciones recientes, parte del trabajo de Klink ha sido fuertemente cuestionado debido a su apoyo a las nociones ahistóricas del Mito de la Wehrmacht inocente y que el ataque alemán contra la Unión Soviética había sido «preventivo».

## Biografía

### Educación y carrera

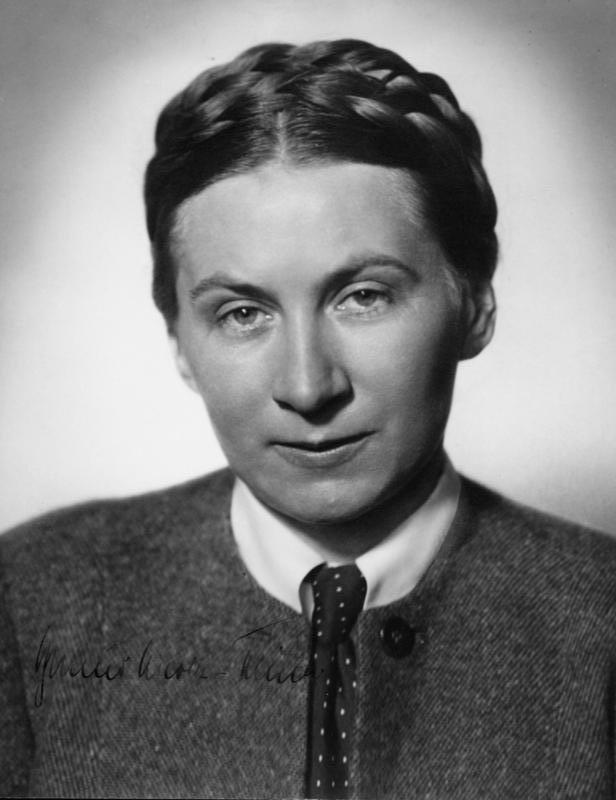
Gertrud Scholtz-Klink, la madre de Klink, fue directora de la Liga Nacionalsocialista de Mujeres.

Ernst Klink nació el 5 de febrero de 1923, en Bebenhausen, su infancia y juventud transcurrió durante la república de Weimar y la Alemania nazi; su madre era Gertrud Scholtz-Klink, directora de la Liga Nacionalsocialistas de Mujeres. En 1941, se unió a las SS y fue enviado a combatir en la 1.ª División Leibstandarte SS Adolf Hitler, conde luchó en el regimiento de Joachim Peiper contra el Ejército Rojo de la Unión Soviética. Alcanzando el rango de SS-Unterscharführer (sargento), participó en la Tercera batalla de Járkov. Resultó tan gravemente herido el primer día de la Batalla de Kursk que quedó permanentemente incapacitado para el servicio militar.
Después de la guerra, estudió historia, lengua alemana y filosofía y lengua inglesa. Presentó su tesis doctoral sobre la disputa de las Islas Åland de 1917 a 1921 en la Universidad de Tübingen en 1957. Durante la década de 1950, se unió a la asociación HIAG, una asociación de veteranos de las Waffen-SS y grupo de presión, establecida en Alemania Occidental en 1951 por ex altos mandos y personal de alto rango de las Waffen-SS. Klink se unió a la Oficina de Investigación de Historia Militar (MGFA) en Friburgo en 1958. Su periodo en el MGFA fue muy controvertido, especialmente en evaluaciones recientes, debido a su aparente simpatía por el mito de la Wehrmacht inocente.

### Actividades dentro del HIAG
En 1958, Klink se convirtió en el portavoz de la rama de Tübingen del HIAG, un grupo de presión y organización revisionista de veteranos de las Waffen-SS. La permanencia de Klink en la MGFA fue muy controvertida, especialmente en evaluaciones recientes. Según Jens Westemeier en su biografía de Joachim Peiper, Klink fue «uno de los cabilderos más importantes para la falsificación histórica interna de la HIAG». Dio conferencias en reuniones de veteranos, ayudó con la documentación y, en palabras del historiador Jörg Echternkamp, «cultivó la imagen de la Wehrmacht limpia».
Klink trabajó con HIAG y su historiador interno Walter Harzer para revisar los materiales donados por el Archivo Militar Federal de Friburgo, en busca de cualquier información que pudiera haber implicado a unidades y personal en actividades cuestionables. En las décadas de 1960 y 1970, Klink mantuvo una amistad con Peiper hasta la muerte de este último; los dos hablaron por teléfono poco antes de que Peiper muriera en un incendio la noche del 14 de julio de 1976.
HIAG se acercó a Klink para que escribiera la biografía de Peiper, pero se negó; no estaba dispuesto a arriesgar su reputación académica en un intento de rehabilitar a Peiper. No obstante, en 1990, Klink escribió un artículo muy crítico con el juicio por la masacre de Malmedy y claramente favorable a las Waffen-SS. Según el investigador Danny Parker, Klink «pretendió ser un historiador políticamente neutral en la MGFA», pero su parcialidad, especialmente hacia las Waffen-SS, era obvia a partir de los documentos personales de Klink que Parker había examinado.

### Historiador militar de la Alemania nazi
Klink contribuyó a redactar el cuarto volumen, El ataque a la Unión Soviética, del trabajo en trece volúmenes Alemania y la Segunda Guerra Mundial (en alemán: Das Deutsche Reich und der Zweite Weltkrieg), producido por historiadores de la MGFA. El volumen apareció en 1983 y se centró en la Operación Barbarroja, la invasión de la Unión Soviética en 1941. En lo que el historiador David Stahel describe como «investigación innovadora» que (a partir de 2009) era «insuperable», Klink fue el primero en proporcionar una descripción completa de la planificación militar de Barbarroja. Klink también fue el primero en identificar la planificación independiente del ejército alemán para un ataque a la Unión Soviética en el verano de 1940, conocida como Operación Otto. Stahel elogia a Klink por el estudio de operaciones de la Batalla de Smolensk, a pesar de la excesiva confianza en los archivos del Oberkommando der Wehrmacht (OKW, "Alto Mando de las Fuerzas Armadas") y el Oberkommando des Heeres (OKH, "Alto Mando del Ejército"), que a veces estaban en desacuerdo con los diarios de las unidades de combate y no reflejaban completamente las dificultades sobre el terreno.
El colega de Klink en la MGFA, Gerd R. Ueberschär, comentó que Klink basó su estudio únicamente en registros militares e intentó presentar las operaciones como «apolíticas». Además, Ueberschär criticó a Klink por retratar a Hitler como un excelente líder militar, contrastando favorablemente sus decisiones con las «malas decisiones» del Jefe del Estado Mayor Franz Halder. Según Ueberschär, otros investigadores negaron esta idea y no está respaldada por los registros disponibles. «La estrecha visión militar de Klink», escribió Ueberschär, «también lo incitó a aceptar la afirmación nazi refutada durante mucho tiempo de que se trataba de una guerra preventiva».

## Trabajos

### En inglés
- Horst Boog, Joachim Hoffmann, Rolf-Dieter Müller and Gerd R. Ueberschär et al. Germany and the Second World War, Vol. IV: The Attack on the Soviet Union. Oxford University Press, 1998,  ISBN 0-19-822886-4

### En alemán
- Finnlands Freiheit 1917–1957. Steiner, Laupheim/Württ. 1956.
- Untersuchungen zum finnisch-schwedischen Streit um die Ålandsinseln 1917–1921. 1957.
- Deutsch-finnische Waffenbrüderschaft. 1941–1944. In: Wehrwissenschaftliche Rundschau. Bd. 8, 1958, S. 389–412.
- mit Richard von Donat: Zur Diskussion über die Bedeutung und das rechte Verhältnis von Formal- und Gefechtsausbildung in der Zeit von 1889 bis 1914/15. 1960.
- mit Ursula von Gersdorff: Operationsgebiet Östliche Ostsee und der Finnisch-Baltische Raum 1944. Deutsche Verlags-Anstalt, Stuttgart 1961.
- Das Gesetz des Handelns. Die Operation "Zitadelle“ 1943. Deutsche Verlags-Anstalt, Stuttgart 1966.
- Die militärische Konzeption des Krieges gegen die Sowjetunion. In: Horst Boog u. a. (Hrsg.): Das Deutsche Reich und der Zweite Weltkrieg. Bd. 4: Der Angriff auf die Sowjetunion. DVA, Stuttgart 1983, S. 190–326.
- Der Krieg gegen die Sowjetunion bis zur Jahreswende 1941/42. In: Horst Boog u. a. (Hrsg.): Das Deutsche Reich und der Zweite Weltkrieg. Bd. 4: Der Angriff auf die Sowjetunion. DVA, Stuttgart 1983, S. 541–736.

Nota: ninguna de sus obras ha sido traducida al español.